# Lutrogale
Lutrogale là một chi động vật có vú trong họ Chồn, bộ Ăn thịt. Chi này được Gray miêu tả năm 1865. Loài điển hình của chi này là Lutra perspicillata I. Geoffroy Saint-Hilaire, 1826.

## Các loài
Chi này gồm các loài: